# Price Island
Price Island ist eine Insel in den nordwestlichen Küstengewässern der kanadischen Provinz British Columbia, am Übergang zwischen der nördlich gelegenen Hecate-Straße und dem südlicher gelegenen Queen Charlotte Sound. Sie liegt rund 130 Kilometer westlich von Bella Coola und gehört zum Regional District of Kitimat-Stikine.
Price Island wird, wie die meisten der Inseln im nördlichen Küstenbereich der Provinz, dem Great Bear Rainforest zugerechnet.
Die Südspitze der Insel, Day Point, ist der östliche Punkt der Linie, welche die Hecate-Straße und den Queen Charlotte Sound trennt. Der westliche Punkt dieser Linie ist Cape St. James an der Südspitze von Kunghit Island.

## Geographie
Die in ihrer Grundform eher längliche Insel erstreckt sich von Nord nach Süd und hat eine Fläche von 166 km² sowie einen Umfang von 127 km. Die Insel gehört zu den 150 größten Inseln Kanadas (136. Platz bei mehr als 50.000 Inseln) und damit auch zu den größten der Provinz (28. Platz).
Price Island liegt im Nordwesten und Westen an den Gewässern des Laredo Sound, im Norden der nicht schiffbare Higgins Passage und im Osten sowie Süden an den des Milbanke Sound. Die Gewässer des Milbanke Sound passieren auch die Schiffe, welche auf der Inside Passage verkehren. Die Insel ist jenseits dieser Gewässer von zahlreichen anderen Inseln umgeben. Die größeren dieser Inseln sind Aristazabal Island (nordwestlich gelegen), Swindle Island (nördlich gelegen) sowie Dowager Island (östlich gelegen).
Der südlichste Punkt auf Price Island, Day Point, wird vom geographische Informationssystem der Provinz Britisch Columbia, BC Geographical Names, als südöstlicher bzw. nordöstliche Eckpunkt für die Hecate-Straße bzw. den Queen Charlotte Sound benannt.
Der Norden der Insel ist Teil eines, im Jahr 2006 eingerichteten, fast 103.000 Hektar großen Schutzgebietes, das Kitasoo Spirit Bear Conservancy. Dabei handelt es sich um ein Schutzgebiet besonderen Typs, welches durch BC Parks betreut wird und das sich von hier aus entlang des Laredo Sound sowie des Laredo Inlet nach Norden erstreckt, wo es unter anderem Teile auf Swindle Island sowie auf Princess Royal Island umfasst.
An der Nordküste der Insel, an der Higgins Passage und umgeben von der Kitasoo Spirit Bear Conservancy, liegt mit dem Goo-ewe Indian Reserve No. 8 eines der Reservate der Kitasoo/Xaixais First Nation.

## Geschichte
Traditionell ist die Insel Siedlungs- und Jagdgebiet der First Nations, hier der Tsimshian.

## Namensherkunft
Die Insel wurde 1866 von Kapitän Daniel Pender, einem Offizier der Royal Navy, nach Kapitän John Adolphus Pope Price benannt. Price war Kapitän der HMS Scout während ihrer Zeit auf der Pacific Station in Esquimalt.